# لویس ویلسون
لویس ویلسون (انگلیسی: Lewis Wilson؛ ۲۸ ژانویهٔ ۱۹۲۰ – ۹ اوت ۲۰۰۰) یک هنرپیشه اهل ایالات متحده آمریکا بود.